# Agide III
Agide III (in greco antico: Ἆγις?, Aghis, in latino Agis -ĭdis; ... – Megalopoli, 331 a.C.) fu Re di Sparta della casa reale degli Euripontidi dal 338 al 331 a.C..

## Biografia
Avversò il dominio dei Macedoni sulla Grecia e tentò di sollevarla contro Alessandro Magno che si era avventurato nella sua campagna d'Asia. Riuscì a mettere insieme un esercito, composto in parte da mercenari, assoldati con il contributo della Persia, e in parte da Peloponnesiaci. Scatenò quindi la guerra che prende il suo nome contro i Macedoni. Dopo alcuni successi iniziali venne sconfitto e morì nel 331 a.C. a Megalopoli ad opera del reggente macedone Antipatro, all'epoca della battaglia di Gaugamela.
Diodoro testimonia che Agide, nonostante fosse ferito e trasportato da alcuni spartiati su uno scudo per portarlo al campo, si rimise l'elmo e ritornò all'azione, combattendo in ginocchio e con lo scudo che lo proteggeva completamente, scagliando le armi che i nemici lanciavano ed esponendosi perciò al pericolo di essere colpito. Proprio in uno di questi momenti, venne colpito da una lancia, riuscendo ad estrarla prima di esalare l'ultimo respiro.
Gli successe il fratello Eudamida I.